# Exenterus walleyi
Exenterus walleyi là một loài tò vò trong họ Ichneumonidae.